# Nationalgalerie (Sofia)

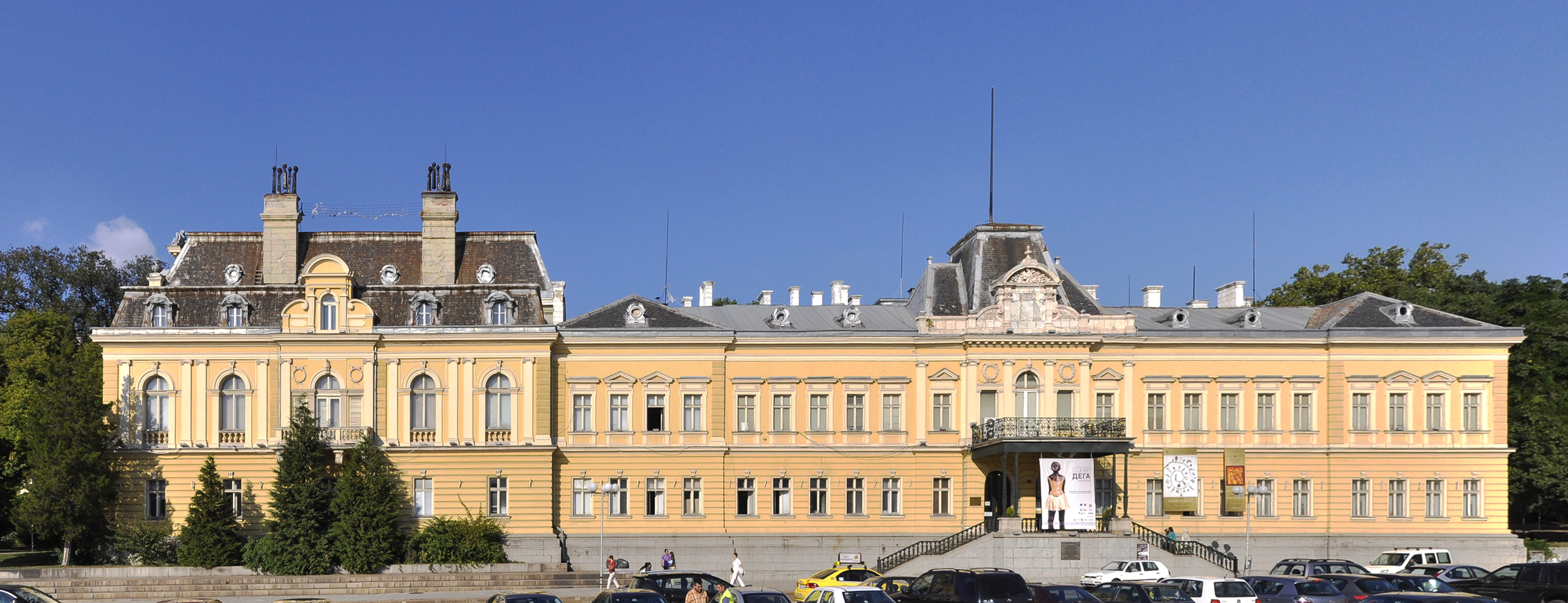
Die Nationalgalerie im Sofioter Schloss

Die Nationalgalerie (bulgarisch Национална галерия Nazionalna galerija) ist ein Museum mit mehr als 50.000 Kunstwerken in der bulgarischen Hauptstadt Sofia. Es wurde 1934 von Zar Boris III. gegründet und ist seit dem Ende der Monarchie 1946 im ehemaligen Zaren-Schloss am Fürst-Alexander-I.-Platz untergebracht. Direktorin der Nationalgalerie ist Iaroslava Boubnova.

## Sammlung
Lange sammelte das Archäologische Museum der Stadt zeitgenössische Kunst. 1934 erhielt es dafür dann eine eigene Abteilung und zog in ein eigenes Gebäude um. 1941 wurde nach Plänen der ersten bulgarischen Architektin Victoria Angelova ein neues Gebäude erbaut. Der neue Museumsbau wurde 1942 eröffnet, wurde aber schon zwei Jahre später bei einem Bombenangriff komplett zerstört. Nach dem Ende der Monarchie erhielt die Kunstgalerie das ehemalige Schloss als neuen Sitz. Die Sammlung war bei dem Bombenangriff nicht beschädigt worden und bildete gemeinsam mit der Zarenkunstsammlung den Grundstock des Museums. 1965 wurde eine Abteilung für mittelalterliche Kunst gegründet, die sich um die Schätze der Krypta in der Alexander-Newski-Kathedrale kümmern sollte. 1985 gliederte man die Abteilung für nichtbulgarische Kunst aus und gründete dafür mit der Galerie für ausländische Kunst ein eigenes Museum.
2015 wurden die Nationale Kunstgalerie (bulgarisch Национална художествена галерия) und die Nationalgalerie für ausländische Kunst (bulgarisch Национална галерия за чуждестранно изкуство) unter dem Namen Nationalgalerie (bulgarisch Национална галерия) vereinigt. Zur Nationalgalerie gehören neben dem Hauptsitz im Schloss am Fürst-Alexander-I.-Platz auch das Museum für christliche Kunst am Alexander-Newski-Platz, das Museum für Kunst aus der sozialistischen Zeit in der Lachezar-Stanchev-Straße, das Arsenal Sofia – Museum für zeitgenössische Kunst am Cherni-Vrah-Boulevard, das Kvadrat 500 am Alexander-Newski-Platz und vier sogenannte Hausmuseen (Nikola Tanev, Vera Nedkova, Ivan Lazarov, Andrey Nikolov). Heute zeigt die Nationalgalerie nicht nur christliche Kunst der bulgarischen Länder des 4. bis 19. Jahrhunderts, bulgarische Kunst des 19. und 20. Jahrhunderts und europäische Kunst des 15. bis 20. Jahrhunderts, sondern auch außereuropäische Kunst, Kunst des 21. Jahrhunderts und eine graphische Sammlung.

## Gebäude

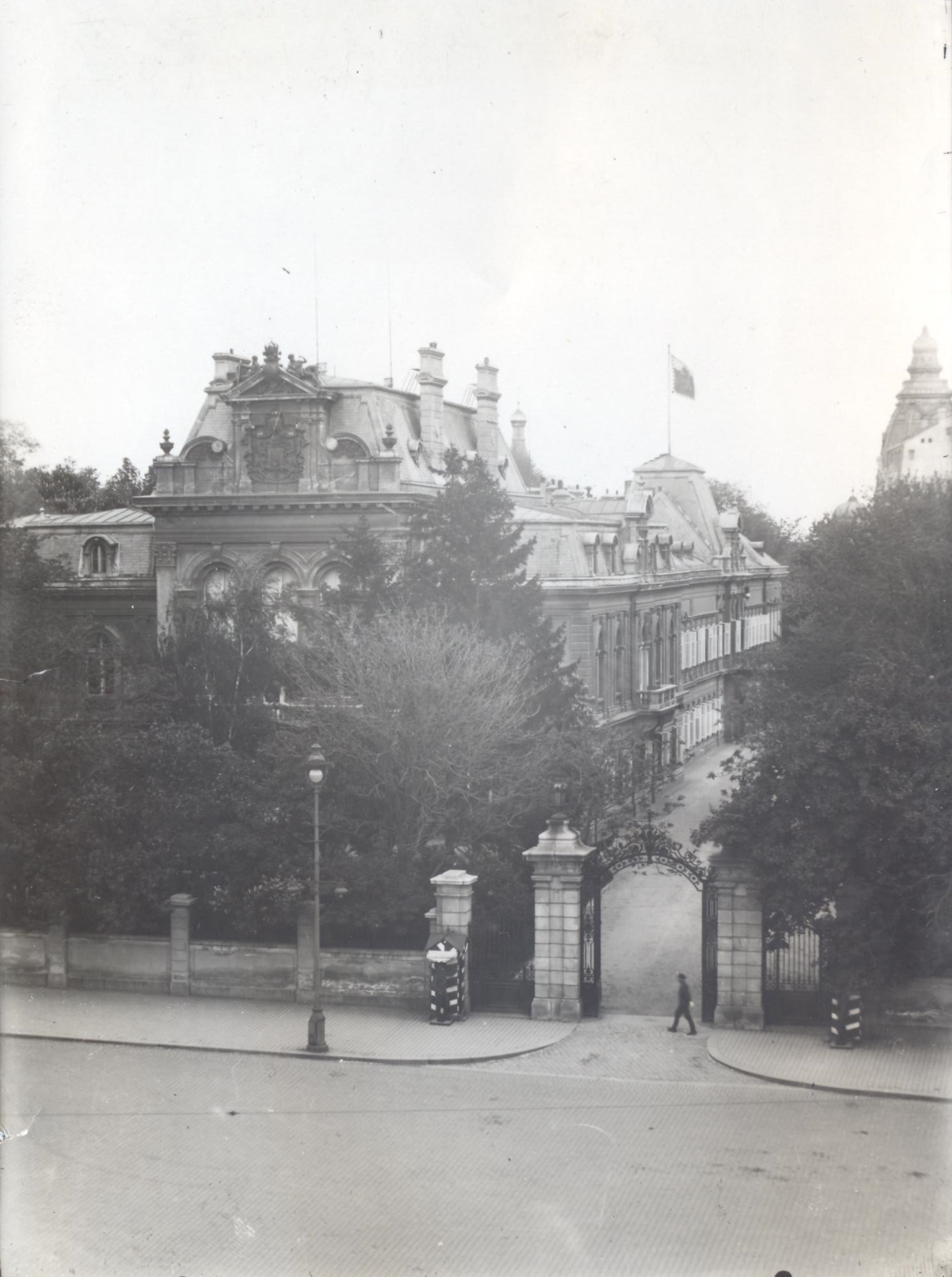
Das Zarenschloss vor 1944

Das Hauptgebäude der Nationalgalerie ist das ehemalige Zaren-Schloss. Das Schloss wurde nach der Befreiung Bulgariens von der osmanischen Herrschaft (1878) und der Erklärung Sofias zur Hauptstadt (1879) anstelle eines osmanischen Konaks errichtet.
Die erste Bauphase fand während der Herrschaft von Fürst Alexander I. von Battenberg (1879–1886) statt. Er beauftragte den österreichischen Architekten Viktor Rumpelmayer (1830–1885) mit dem Umbau. Im Jahr 1882 wurde das im Neubarockstil umgebaute und um einen Nordwestflügel erweiterte Schloss eröffnet. Die zweite Bauphase fand während der Herrschaft von Fürst Ferdinand I. von Sachsen-Coburg-Gotha (1887–1918) statt. Er beauftragte den österreichischen Architekten Friedrich Grünanger (1856–1929) mit der Erweiterung des Schlosses. 1896 wurde der ebenfalls im Neubarockstil errichtete Nordostflügel eröffnet.
Nach dem Sturz des Dritten bulgarischen Zarenreiches nach der Okkupation Bulgariens durch die Sowjetarmee am 9. September 1944 wurde das Gebäude zum Sitz des Ministerrates. Im Jahr 1953 übergab die Volksrepublik das Schloss der Nationalen Kunstgalerie und dem Nationalen Ethnographischen Museum.